# César Farías
César Alejandro Farías Acosta (Güiria, 7 de marzo de 1973) es un exfutbolista y entrenador venezolano. Actualmente se encuentra sin equipo. 
Anteriormente fue el propietario del Zulia FC de Venezuela desde 2014 hasta su desaparición en 2022. 
Fue entrenador de la selección de fútbol de Venezuela por seis años desde finales de 2007 hasta fines del año 2013 y de Bolivia por dos años y siete meses desde agosto de 2019 a marzo de 2022.
Farías ha dirigido 123 partidos de selección absoluta en su trayectoria entre Venezuela y Bolivia. Es el segundo director técnico con más partidos dirigidos en la Eliminatoria Conmebol con 48 encuentros y el noveno con más puntos obtenidos con 51.
Es el primer entrenador venezolano en dirigir una selección nacional extranjera y ganar un torneo de primera división fuera de su país, con The Strongest en el Torneo Apertura 2016. Su experiencia profesional, hasta el momento, se ha desarrollado en siete países: Venezuela, México, India, Paraguay, Bolivia, Ecuador y Colombia.
Fue el primer técnico en clasificar a Venezuela a una competición oficial de la FIFA, que fue la Copa Mundial de Fútbol Sub-20 de 2009.
En 2011, luego del gran desempeño conseguido por Venezuela en la Copa América de ese año, que se realizó en Argentina, y en la que logró llegar hasta las semifinales del torneo, fue elegido como el octavo mejor técnico del mundo por la IFFHS, de acuerdo al criterio de más de 81 editores y miembros especialistas a lo largo de todo el planeta. En 2022 se coronó campeón de la Primera División de Ecuador con el S.D Aucas, logrando el primer título profesional en 77 años de historia del club con un récord de 22 partidos invicto bajo su dirección.
Farías tiene dos hermanos menores: Daniel Farías, quien también es entrenador, y Luis Farías, que es dirigente del Zulia Fútbol Club.

## Biografía
César Farías nació el 7 de marzo de 1973 en Güiria, Venezuela. A muy corta edad dejó su ciudad natal, en el estado Sucre, junto a su familia para vivir en Nueva York, Estados Unidos, donde estuvo cerca de tres años debido a la enfermedad de su hermana menor Ana Karina quien padecía de leucemia. Allí se sometió a un procedimiento para ser donante de médula ósea para su hermana, en el intento de realizar un tratamiento con el que pudiera recuperar la salud, pero ella falleció en 1978.
De regreso en Venezuela vivió en la capital venezolana, Caracas, ubicada a 800 km de su lugar de nacimiento, a donde se trasladó con sus padres. Su madre impartía clases en el Colegio Claret, donde él mismo estudió y se inscribió en la escuela de fútbol de la institución, que tenía como entrenador al exfutbolista brasileño Celso de Oliveira. Con su familia residía en la urbanización Colinas de Bello Monte, donde tenía en las cercanías al centro deportivo y social Club Táchira, en el que también jugó al fútbol y practicó varios deportes, entre ellos natación y tenis. Así mismo, es muy aficionado al béisbol, deporte principal de Venezuela, el cual practicó y hasta hoy día cuando el tiempo se lo permite juega «caimaneras» (juegos informales) de sóftbol.
Durante su adolescencia, la familia se muda nuevamente al oriente de Venezuela, a Güiria por dos años, donde Farías se dedicaba a jugar baloncesto y posteriormente se radican en la ciudad de Cumaná, estado Sucre. Farías fue campeón nacional juvenil de fútbol como jugador del equipo estatal en 1990 y al año siguiente reforzó al conjunto estatal del estado Anzoátegui, con el cual obtuvo la medalla de plata en los Juegos Deportivos Nacionales de Venezuela.

## Trayectoria
Su paso por el fútbol profesional como jugador se concretó en el Monagas Sport Club, principal equipo del estado Monagas. Se desempeñó como defensor central y mediocampista defensivo.
Siendo jugador, Farías comprendió que en Venezuela hay futbolistas con calidad y talento pero que la desorganización de las estructuras de este deporte en su país, hacían que el desarrollo de la disciplina se viera retrasado con respecto al contexto suramericano. Su frustración por esta situación lo motivo a convertirse en DT, tras un día de entrenamiento, decidió que comenzaría sus estudios como entrenador para transformar el fútbol en Venezuela desde otro rol.
Las sugerencias de su entrenador en el Monagas SC, el uruguayo Víctor Pignanelli, quien también fue seleccionador de Venezuela, fueron fundamentales para el aprendizaje de Farías. Asimismo, realizó varios cursos de entrenador en diversos países de Europa y Sudamérica así como también en Venezuela. Finalmente decide concluir su carrera como futbolista a finales del año 1992.

### Clubes en Venezuela
Debutó como entrenador en 1993 en el Nueva Cádiz Fútbol Club de la ciudad de Cumaná, convirtiéndose en el primer entrenador de ese equipo. Comenzó disputando partidos en categorías Sub-17 y logró convertir al club en campeón de Venezuela en las categorías Sub-20 en las temporadas 1995-1996 y 1996-1997, Aspirantes (3.ª División) y Segunda División.
En 1997, con la participación de unos jóvenes Juan Arango y Alexander Rondón, se tituló campeón de la serie nacional Sub-20, y en la campaña siguiente encadena el título de la división de aspirantes y logró el ascenso a la Segunda División de Venezuela para la temporada 1997/1998. En ese primer año se corona campeón y logra el ascenso a la Primera División de Venezuela. En su primera temporada en Primera División, lleva al Nueva Cádiz Fútbol Club al sexto puesto en el Torneo Apertura 1998 y al cuarto en el Torneo Clausura.
En 1999, antes del comienzo del Torneo Clausura la directiva del equipo, por razones de orden económico, decide mudar la sede del equipo de Cumaná a Maracaibo cambiando el nombre a Zulianos Fútbol Club, aunque manteniendo a César Farías como director técnico. Compiten en la Primera División hasta la temporada 2000-2001, etapa en la que con el cambio de formato de competición descienden a Segunda División.
Farías dejó brevemente al conjunto Zulianos FC con el descenso a la segunda categoría, y regresó en 2002 para coronarse campeón nuevamente y ascender al equipo a Primera, pero la directiva del club en un acuerdo con los dirigentes del otro equipo de la ciudad, Unión Atlético Maracaibo, cedió su derecho de participar en el torneo de Primera División por lo que Zulianos Fútbol Club permaneció en la Segunda División de Venezuela, mientras que Farías decidió tomarse un receso.
Con Trujillanos Fútbol Club Farías vuelve a dirigir en la primera división en 2002. Entre sus logros destacaron que recibió al equipo en el último lugar de la clasificación y lo llevó al tercer puesto al finalizar el campeonato y se mantuvo invicto en 12 encuentros.
En 2003, a los 29 años de edad Farías es contratado por el Deportivo Táchira, uno de los clubes más importantes del fútbol venezolano. Conquistó el subcampeonato en el Torneo Apertura de ese año, a pesar de haber quedado igualado en puntos con el Caracas FC y Mineros de Guayana, un desempate que la Federación Venezolana de Fútbol decidió dirimir por una triangulación de enfrentamientos entre los clubes en lugar de jugar partido extra. Clasificó al equipo a la Copa Libertadores de 2004, en la cual alcanzó los cuartos de final del torneo invicto, siendo el único equipo venezolano en lograrlo, tras disputar la primera fase en el Grupo 6 frente al Club Atlético River Plate, Club Deportes Tolima y Club Libertad; y vencer en los octavos de final al Club Nacional de Football de Montevideo.
En octubre de 2005 rescinde su contrato con Deportivo Táchira y es contratado por el Club Deportivo Mineros de Guayana, que finalizó tercero en el torneo venezolano luego de haberlo tomado en la última posición de la tabla. En la Copa Sudamericana de 2006 con los negriazules, consiguió de forma invicta la primera clasificación a segunda fase para un club venezolano en dicha competencia internacional.
Para la temporada 2007-2008 de la Primera División es contratado por el Deportivo Anzoátegui, equipo recién ascendido a esa categoría. Dirigió al club hasta finalizar el Torneo Apertura a mediados de diciembre de 2007, logrando el subcampeonato nacional con una diferencia de solo 3 puntos con respecto al Caracas Fútbol Club que resultaron de un partido que fue reclamado en la mesa técnica de la FVF. Con los aurirrojos encadenó una racha de 10 partidos seguidos sin conocer la derrota (7 victorias 3 empates).
El 9 de septiembre de 2007 debutó como entrenador en una Copa Venezuela de Fútbol 2007, tras la vuelta de la competición al fútbol venezolano, en la segunda ronda contra el Atlético PDVSA Gas con victoria de 5-0. En la Copa Venezuela de Fútbol 2007 dirigió 7 partidos con 3 victorias 2 empates y 2 derrotas, siendo eliminados por el Aragua Fútbol Club en la semifinal por diferencia de goles recibidos en casa.

### Selección de Venezuela
César Farías fue nombrado por la Federación Venezolana de Fútbol (FVF) como entrenador de la Selección de fútbol de Venezuela absoluta y su categoría Sub-20 en el mes de diciembre del año 2007, tras la renuncia del director técnico Richard Páez, consolidando un ciclo histórico para el combinado venezolano que se prolongó por seis años (2007-2013).
Clasificó a la Selección de fútbol sub-20 de Venezuela al primer mundial de fútbol en su historia que fue la Copa Mundial de fútbol Sub-20 de 2009 que se realizó en Egipto, en la que se logró llegar hasta a los octavos de final, tras quedar segundos en el grupo B con seis puntos, producto de dos victorias Nigeria (0-1), Tahití (0-8) y una derrota ante España (0-3), para luego ser eliminados por la selección de los Emiratos Árabes Unidos por un marcador de (2-1).
Previamente ese año, con el combinado Sub-20, había participado en la prestigiosa competición Torneo Internacional de Fútbol Sub-20 de la Alcudia en la cual consiguió el subcampeonato, además de haber sido reconocido como el mejor entrenador del torneo declarado por las autoridades de la competencia.
En la Clasificación de Conmebol para la Copa Mundial de Fútbol de 2010 el combinado venezolano finalizó a dos puntos del puesto de repechaje, tras sumar 22 unidades lo que representó el mejor registro de puntos en Eliminatorias para su país. En esta clasificatoria, Venezuela consiguió su primer empate (0-0) en partidos oficiales ante la Selección de fútbol de Brasil. Farías es el primer técnico en conseguir una victoria de Venezuela ante la Canarinha en un triunfo por (0-2) durante un partido amistoso realizado el 6 de junio de 2008 en Boston, Estados Unidos.
Durante esta etapa amplió el universo de jugadores seleccionables. Instauró a través de la FVF 135 días de trabajo para la selección y 50 partidos por ciclo, para aumentar el nivel de minutos de entrenamiento y juego con la finalidad de aumentar el nivel de juego de los futbolistas venezolanos de cara a la alta competencia. Enfatizó en preparar a las todas las selecciones venezolanas bajo el mismo criterio, formando un sistema de selecciones desde la Sub-15 hasta la absoluta.
Las selecciones venezolanas fueron preparadas para jugar con diferentes esquemas de juego, tácticamente se mejoró el sistema defensivo creando un equipo compacto y con vigilancias defensivas progresando en las transiciones rápidas para el juego ofensivo, en el que también se trabajó las triangulaciones.
Desde su llegada a la selección nacional impulsó dentro de la Federación venezolana la creación de la Liga Sub-12, Sub-14, Sub-16 y Sub-18 para el desarrollo del fútbol venezolano. La aplicación de la Regla del Juvenil para que los equipos profesionales dieran minutos de juego en Primera División a los futbolistas de categorías inferiores, a fin de darles minutos de juego en competencias de mayor nivel, así como la creación de la Regla Sub-17 para los jugadores de dicha categoría, con el fin de que esta medida favoreciera la experiencia de los futbolistas que luego serían llamados a la selecciones venezolanas.
En la Copa América 2011 alcanzó las semifinales del torneo invicto, por primera vez en la historia para Venezuela, en las que cayó por penales ante Paraguay (5-3), y terminó en el cuarto puesto tras caer frente a Perú (4-1). De esta manera consiguió el mejor puesto de Venezuela en una Copa América, hasta el momento. Lo cual a su vez constituye su mayor logro con la selección.
En la Clasificación de Conmebol para la Copa Mundial de Fútbol de 2014 la Selección de fútbol de Venezuela no consiguió la clasificación al Mundial, pero culminó en el sexto lugar de la clasificación y logró derrotar (1-0) a la Selección de Fútbol de Argentina por primera vez en las Eliminatorias, en un partido disputado el 11 de octubre de 2011 en Puerto La Cruz, Venezuela.
El 30 de noviembre de 2013, cerca de dos meses después de haber culminado la eliminatoria, Farías anunció públicamente a través de su cuenta de Twitter su renuncia a la selección venezolana.

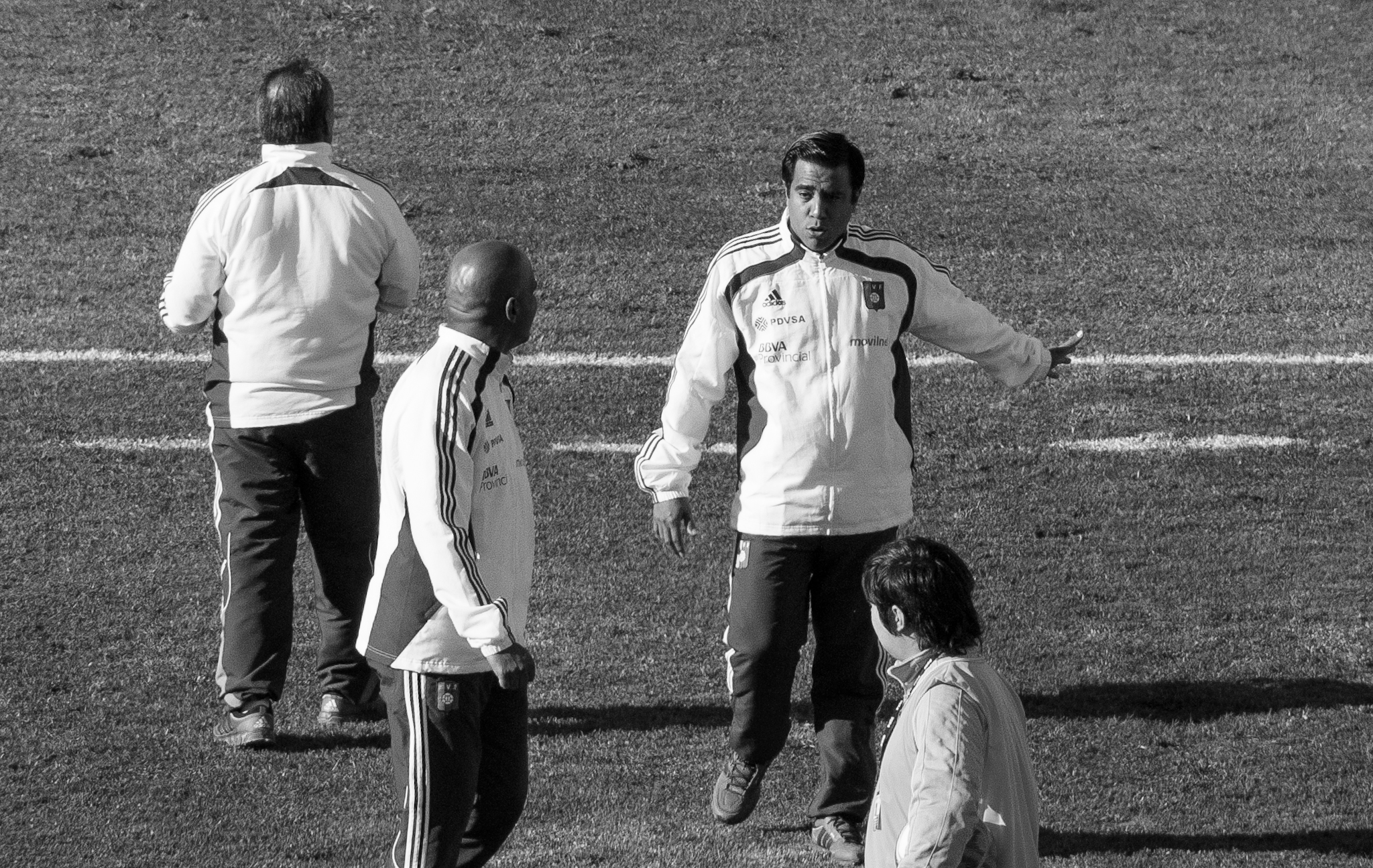
Farías y su cuerpo técnico durante su estancia con.

### Xolos de Tijuana
El 3 de diciembre de 2013, se confirmó la contratación de César Farías como el nuevo DT del Club Tijuana de la Liga MX. Se estrena como director técnico del equipo en la jornada 1 del fútbol mexicano con el empate (1-1) vs Atlas Fútbol Club. Clasificó a la Liguilla en su primera temporada en México y alcanzó las semifinales de la Concachampions con Xolos en su primera participación en la competición en el año 2014, eliminando al club Los Ángeles Galaxy en los cuartos de final del respectivo torneo.
A mediados del año 2014 fue rescindido su contrato y el entrenador decide radicarse temporalmente en los Estados Unidos, donde profundiza en el análisis de las estrategias ofensivas de otros deportes como el fútbol americano, hockey y baloncesto para extrapolarlo a su trabajo táctico en el fútbol.
Además, en su paso por Venezuela a finales de año se hizo propietario del club de fútbol Zulia FC, del cual también asumió la presidencia por un corto tiempo antes de volver a dirigir de nuevo.

### NorthEast United FC
A mediados del año 2015 se confirma su contratación con el equipo NorthEast United perteneciente a la Superliga de India convirtiéndose en el primer Marquee Mánager del club de la SuperLiga India. Tomó al equipo que finalizó último en la temporada 2014 y lo dejó a sólo un punto de la fase final de la SuperLeague 2015.
Dejó el club a finales de ese año ante la oferta de volver a dirigir en el fútbol sudamericano y competir en la Copa Libertadores.

### Cerro Porteño
El 1 de diciembre de 2015 fue confirmado como nuevo entrenador de 'Cerro Porteño' de la Primera División de Paraguay. Bajo su mando el equipo ocupó el segundo lugar en la clasificación del torneo paraguayo, a un punto de la cima y del liderato absoluto. Mientras, en la Copa Libertadores 2016 el conjunto paraguayo se encontraba en el segundo lugar de su grupo, en puestos de clasificación a octavos de final de la competición, antes de la inesperada salida del entrenador del club.
A principios del año 2016 la directiva del Cerro Porteño decide rescindir el contrato de Farías, luego de caer como visitante ante el Club Deportes Cobresal en el torneo continental con lo cual el siguiente encuentro ante el Club Independiente Santa Fe era clave para avanzar de fase.

### The Strongest
El 20 de abril de 2016, el club de fútbol The Strongest confirma a Farías como su nuevo entrenador. Con el club atigrado logró el título de la Primera División de Bolivia, tras ganarle la final del Torneo Apertura 2016 a su clásico rival el Club Bolívar. En la Copa Libertadores 2017, Farías lideró una de las mejores campañas de la historia del club The Strongest goleando al Montevideo Wanderers Fútbol Club (0-6) y al Unión Española (1-6), respectivamente, para clasificar al equipo a la fase de grupos luego de dos rondas previas de eliminación. En octavos de final contra Club Atlético Lanús (que a la postre sería el subcampeón de esa edición del torneo), quedó eliminado de la Copa.
En agosto de 2017, el técnico venezolano se marchó de The Strongest, y regresó en marzo de 2018 con el propósito de encarar el Torneo Apertura y Clausura de la liga boliviana y culminó como subcampeón en ambas competiciones consiguiendo la clasificación del equipo a la Copa Libertadores 2019.

### Selección de Bolivia
A mediados de 2018, la Federación Boliviana de Fútbol (FBF) anunció a Farías como técnico de la Selección Boliviana de manera interina luego de la dimisión de Mauricio Soria, sin descuidar sus funciones como el entrenador de The Strongest con el propósito de preparar al combinado de ese país para importantes compromisos, como la Copa América 2019 y la Clasificación de Conmebol para la Copa Mundial de Fútbol de 2022.
Después de la Copa América 2019, en la que Bolivia tuvo una campaña decepcionante (con tres derrotas consecutivas), fue nombrado oficialmente entrenador del seleccionado suramericano.En su primera gran competencia, el Torneo Preolímpico CONMEBOL 2020, la selección boliviana tendría una destacada actuación, incluyendo dos sorprendentes triunfos sobre potencias Uruguay y Perú; sin embargo, no se lograron ubicar en la ronda final debido a que finalmente perdió ante la selección de Brasil.

### Aucas
El 25 de abril de 2022, fue anunciado oficialmente como entrenador del club Sociedad Deportiva Aucas de la Serie A de Ecuador En su primera temporada, ganó invicto la segunda etapa del torneo local y finalmente puso fin a la sequía de trofeos del club al vencer al Barcelona en la final.El 13 de junio de 2023, durante un partido de Liga, Farías agredió a dos jugadores del Delfín cuando presuntamente fue empujado por accidente, empujando a uno al suelo mientras se cubrían la cabeza con las manos. Finalmente, fue suspendido por 14 meses y no podría dirigir al Aucas hasta septiembre de 2024. El 15 de junio, se anunció que el técnico venezolano ya no estaría al frente del equipo.

### Águilas Doradas
El 28 de junio de 2023, fue presentado como entrenador de las Águilas Doradas.El técnico venezolano viene con un gran reto de volver a clasificar al equipo dorado a otra ronda de cuadrangulares finales de la Liga BetPlay o a instancias de Libertadores o Suramericana. Estará acompañado en la dirección técnica por Pedro D Pablos. A priori, Farías logró el Torneo Finalización 2023 con el equipo Águilas Doradas Rionegro totalmente invicto en sus 20 presentaciones en liga acumulando 44 puntos de 57 posibles.El 29 de diciembre del mismo año, presentó su renuncia al cargo.

### América de Cali
El 23 de enero de 2024, regresó a Colombia para fichar como nuevo técnico del América de Cali.Tres meses después, Farías abandonó el club de mutuo acuerdo tras no lograr llegar a las semifinales del Apertura 2024.

### Club Junior FC
El 3 de septiembre de 2024 se lo confirmó como nuevo entrenador del Club Junior FC.En la Liga BetPlay Dimayor 2024-II el equipo barranquillero quedó eliminado en los cuadrangulares semifinales.

## Estadísticas como entrenador

### En clubes
| Equipo                           | Desde                   | Hasta                   | Estadística | Estadística | Estadística | Estadística | Estadística |
| Equipo                           | Desde                   | Hasta                   | PJ          | PG          | PE          | PP          | Efectividad |
| -------------------------------- | ----------------------- | ----------------------- | ----------- | ----------- | ----------- | ----------- | ----------- |
| Nueva Cádiz · Venezuela          | 1993                    | 1999                    | Desconocido | Desconocido | Desconocido | Desconocido | Desconocido |
| Zulianos · Venezuela             | 1999                    | 2002                    | Desconocido | Desconocido | Desconocido | Desconocido | Desconocido |
| Trujillanos · Venezuela          | 2002                    | 2003                    | Desconocido | Desconocido | Desconocido | Desconocido | Desconocido |
| Deportivo Táchira · Venezuela    | 3 de agosto de 2003     | 19 de octubre de 2005   | 84          | 39          | 22          | 23          | 55.16%      |
| Mineros de Guayana · Venezuela   | 20 de octubre de 2005   | 30 de mayo de 2007      | 63          | 25          | 20          | 18          | 50.26%      |
| Deportivo Anzoátegui · Venezuela | 4 de agosto de 2007     | 15 de diciembre de 2007 | 22          | 13          | 4           | 5           | 65.15%      |
| Xolos de Tijuana · México        | 4 de diciembre de 2013  | 31 de agosto de 2014    | 34          | 11          | 10          | 13          | 42.15%      |
| NorthEast United India           | 1 de julio de 2015      | 20 de diciembre de 2015 | 14          | 6           | 2           | 6           | 47.62%      |
| Cerro Porteño Paraguay           | 1 de enero de 2016      | 14 de abril de 2016     | 19          | 9           | 3           | 7           | 52.63%      |
| The Strongest · Bolivia          | 20 de abril de 2016     | 14 de agosto de 2017    | 72          | 40          | 20          | 12          | 64.82%      |
| The Strongest · Bolivia          | 19 de marzo de 2018     | 31 de diciembre de 2018 | 41          | 22          | 4           | 15          | 56.91%      |
| SC Aucas · Ecuador               | 25 de abril de 2022     | 15 de junio de 2023     | 45          | 23          | 12          | 10          | 60%         |
| Águilas Doradas · Colombia       | 28 de junio de 2023     | 2 de enero de 2024      | 30          | 15          | 10          | 5           | 61.11%      |
| América de Cali · Colombia       | 23 de enero de 2024     | 30 de abril de 2024     | 19          | 6           | 7           | 6           | 43.86%      |
| Junior · Colombia                | 3 de septiembre de 2024 | 21 de junio de 2025     | 46          | 17          | 14          | 15          | 47.1%       |

### En selecciones nacionales
| Selección            | Desde                   | Hasta                   | PD  | G  | E  | P  | GF  | GC  | Dif. | Rendimiento |
| -------------------- | ----------------------- | ----------------------- | --- | -- | -- | -- | --- | --- | ---- | ----------- |
| Venezuela absoluta   | 16 de diciembre de 2007 | 30 de noviembre de 2013 | 86  | 29 | 25 | 32 | 99  | 122 | -23  | 43.92%      |
| Venezuela Sub-20     | 16 de abril de 2008     | 16 de octubre de 2009   | 13  | 5  | 4  | 4  | 21  | 17  | +4   | 48.72%      |
| Bolivia absoluta     | 22 de abril de 2018     | 20 de febrero de 2019   | 8   | 1  | 4  | 3  | 7   | 12  | -5   | 29.17%      |
| Bolivia Sub-23       | 18 de enero de 2019     | 9 de febrero de 2019    | 4   | 2  | 0  | 2  | 8   | 10  | -2   | 50%         |
| Bolivia absoluta     | 30 de agosto de 2019    | 30 de marzo de 2022     | 29  | 7  | 3  | 19 | 38  | 64  | -26  | 27.59 %     |
| Total en selecciones | Total en selecciones    | Total en selecciones    | 140 | 44 | 36 | 60 | 171 | 225 | -54  | 40%         |

#### Resumen por competiciones
| Competición           | PD     | G      | E      | P      | GF     | GC     | Dif.   | Ptos.  | Efectividad |
| Clubes                | Clubes | Clubes | Clubes | Clubes | Clubes | Clubes | Clubes | Clubes | Clubes      |
| --------------------- | ------ | ------ | ------ | ------ | ------ | ------ | ------ | ------ | ----------- |
| En Primera División   | 441    | 197    | 117    | 127    | 694    | 536    | +158   | 708    | 53.51%      |
| En instancias finales | 12     | 6      | 4      | 2      | 17     | 11     | +6     | 22     | 61.11%      |
| Copas domésticas      | 17     | 7      | 4      | 6      | 26     | 19     | +7     | 25     | 49.02%      |
| Copas internacionales | 48     | 16     | 14     | 18     | 62     | 68     | -6     | 62     | 43.05%      |
| En Segunda División   | 16     | 10     | 4      | 2      | 24     | 9      | +15    | 34     | 70.83%      |
| En Torneos de Ascenso | 19     | 12     | 5      | 2      | 50     | 23     | +27    | 41     | 71.93%      |
| En Torneos Sub-20     | 24     | 18     | 6      | 0      | 87     | 12     | +75)   | 60     | 83.33%      |
|                       | 577    | 266    | 154    | 157    | 960    | 678    | +282   | 952    | 55.08%      |
| Selecciones absolutas |        |        |        |        |        |        |        |        |             |
| Venezuela             | 86     | 29     | 25     | 32     | 99     | 122    | -23    | 112    | 43.41%      |
| Bolivia               | 37     | 8      | 7      | 22     | 45     | 76     | -31    | 31     | 27.93%      |
|                       | 123    | 37     | 32     | 54     | 144    | 198    | -54    | 143    | 38.75%      |
| Selección Sub-20      |        |        |        |        |        |        |        |        |             |
| Venezuela             | 32     | 17     | 7      | 8      | 58     | 40     | +18    | 58     | 60.42%      |
| Selección Sub-23      |        |        |        |        |        |        |        |        |             |
| Bolivia               | 7      | 3      | 1      | 3      | 9      | 15     | -6     | 10     | 47.62%      |
| Total                 | 739    | 323    | 194    | 222    | 1171   | 931    | +240   | 1163   | 52.46%      |

#### Participaciones en Copa América
| Torneo            | Selección | Sede      | Resultado    |
| ----------------- | --------- | --------- | ------------ |
| Copa América 2011 | Venezuela | Argentina | Cuarto lugar |
| Copa América 2021 | Bolivia   | Brasil    | Primera fase |

## Estadísticas comodirigente deportivo
| Equipo               | Periodo                 | Periodo                 | Rol         |
| Equipo               | Desde                   | Hasta                   | Rol         |
| -------------------- | ----------------------- | ----------------------- | ----------- |
| Zulia FC · Venezuela | 20 de diciembre de 2014 | 31 de diciembre de 2022 | Propietario |

### Sumatorio general
| C-2015            | 17  | 6  | 3  | 8  | ―  | ―  | ― | ― | ―  | ― | ― | ― | ― | ― | ― | ― | 17  | 6   | 3  | 8  | 41.17% |
| A-2015            | 19  | 8  | 9  | 2  | 2  | 1  | 0 | 1 | ―  | ― | ― | ― | 2 | 1 | 0 | 1 | 23  | 10  | 9  | 4  | 56.52% |
| 2016              | 38  | 14 | 15 | 9  | 10 | 5  | 3 | 2 | ―  | ― | ― | ― | 2 | 1 | 0 | 1 | 50  | 20  | 18 | 12 | 44%    |
| 2017              | 34  | 13 | 5  | 16 | 4  | 2  | 1 | 1 | 6  | 1 | 2 | 3 | ― | ― | ― | ― | 44  | 16  | 8  | 20 | 42.42% |
| 2018              | 34  | 9  | 13 | 12 | 8  | 5  | 3 | 0 | ―  | ― | ― | ― | ― | ― | ― | ― | 42  | 14  | 16 | 12 | 46.03% |
| 2019              | 37  | 13 | 12 | 12 | 4  | 0  | 2 | 2 | 8  | 5 | 0 | 3 | ― | ― | ― | ― | 49  | 18  | 14 | 17 | 46.25% |
| 2020              | ―   | ―  | ―  | ―  | ―  | ―  | ― | ― | ―  | ― | ― | ― | ― | ― | ― | ― | 0   | 0   | 0  | 0  | 0%     |
| 2021              | 24  | 8  | 7  | 9  | ―  | ―  | ― | ― | ―  | ― | ― | ― | ― | ― | ― | ― | 24  | 8   | 7  | 9  | 56.67% |
| 2022              | 30  | 8  | 8  | 14 | ―  | ―  | ― | ― | ―  | ― | ― | ― | ― | ― | ― | ― | 30  | 8   | 8  | 14 | 56.67% |
| Consolidado Total | 233 | 79 | 72 | 82 | 28 | 13 | 9 | 6 | 14 | 6 | 2 | 6 | 4 | 2 | 0 | 2 | 279 | 100 | 83 | 96 | 45.76% |
| 1. 2. 3. 4.       |     |    |    |    |    |    |   |   |    |   |   |   |   |   |   |   |     |     |    |    |        |

## Palmarés

### Títulos nacionales
| Título                      | Club          | País      | Año       |
| --------------------------- | ------------- | --------- | --------- |
| Torneo Interregional Sub-20 | Nueva Cádiz   | Venezuela | 1995-1996 |
| Torneo Interregional Sub-20 | Nueva Cádiz   | Venezuela | 1996-1997 |
| Segunda División            | Nueva Cádiz   | Venezuela | 1998      |
| Segunda División            | Zulianos      | Venezuela | 2002      |
| Torneo Apertura             | The Strongest | Bolivia   | 2016      |
| Serie A de Ecuador          | Aucas         | Ecuador   | 2022      |

### Títulos amistosos
| Título                     | Club             | País      | Año  |
| -------------------------- | ---------------- | --------- | ---- |
| Copa Gobernación del Zulia | Venezuela Sub-20 | Venezuela | 2009 |

### Distinciones individuales
| Distinción                                                                      | Año  |
| ------------------------------------------------------------------------------- | ---- |
| Premio al mejor entrenador del Torneo Sub-20 de l'Alcúdia.                      | 2009 |
| Octavo mejor técnico del mundo de acuerdo con la IFFHS                          | 2011 |
| Socio Honorario y Embajador de la Asociación Uruguaya de Entrenadores de Fútbol | 2020 |
| Mejor director técnico Serie A de Ecuador LigaPRO                               | 2022 |
| Mejor director técnico profesional del año 2022 APDP Ecuador                    | 2022 |
| Galardón Dr. Vicente Rocafuerte al mérito deportivo Asamblea de Ecuador         | 2022 |